# 13 Führerscheine – dreizehn jüdische Schicksale

Ausstellungsplakat

Der Titel 13 Führerscheine – dreizehn jüdische Schicksale bezeichnet ein Geschichtsprojekt des Meranier-Gymnasiums in Lichtenfels (Oberfranken), das international mediale Beachtung gefunden hat. Denselben Titel trägt eine aus diesem Projekt hervorgegangene deutsch- und englischsprachige Ausstellung bzw. Wanderausstellung, die in Deutschland und in den Vereinigten Staaten gebucht werden kann.

## Historischer Hintergrund
Dreizehn deutschen Mitbürgern jüdischer Abstammung wurden nach der zynisch so bezeichneten „Reichskristallnacht“ Ende 1938 durch das Bezirksamt Lichtenfels (heute: Landratsamt) die gültigen Führerscheine entzogen, etwa zeitgleich auch die Kraftfahrzeuge, die sich in deren Privatbesitz befanden. Dazu wurden entsprechende Vollzugslisten ausgefertigt und sukzessive ausgefüllt.
Amtlich erfasst, jedoch nicht (mehr) konfisziert werden konnten die Führerscheine solcher jüdischer Mitbürger, die zu diesem Zeitpunkt bereits emigriert waren, so beispielsweise die Fahrerlaubnis der ersten Führerscheininhaberin und Autofahrerin der Stadt Lichtenfels, Henriette „Jetta“ Bamberger (1891–1978), Witwe des Lichtenfelser Unternehmers, Kunstsammlers und -mäzens Otto Bamberger und Mitbesitzerin des in Lichtenfels und Coburg ansässigen Unternehmens D. Bamberger.
Insgesamt standen 22 jüdische Führerscheininhaber auf der abzuarbeitenden Liste. Diese reichsweit erstellten Listen gingen auf einen Erlass des Chefs der deutschen Polizei und Reichsführers SS, Heinrich Himmler, vom 3. Dezember 1938 zurück. Juden seien „unzuverlässig und ungeeignet zum Halten und Führen von Kraftfahrzeugen“. Führerscheine und Kraftfahrzeugscheine der in Deutschland wohnenden Juden deutscher Staatsangehörigkeit seien unverzüglich, spätestens bis zum 31. Dezember 1938, bei den Zulassungsstellen bzw. Polizeirevieren abzugeben. Die Fahrerlaubnis werde ihnen mit sofortiger Wirkung entzogen, das Halten von Personenkraftwagen und Krafträdern verboten.

„[…] Auch mit dieser Abwehrmaßnahme gegen jüdische Anmaßung hat der nationalsozialistische Staat dem gesunden Rechtsempfinden des deutschen Volkes Ausdruck gegeben. Der deutsche Mensch hat es schon lange als eine Provokation und als eine Gefährdung des öffentlichen Lebens empfunden, wenn Juden sich am Steuer eines Kraftwagens im deutschen Straßenbild bewegten oder gar Mitbenützer der von deutschen Arbeiterfäusten geschaffenen Straßen Adolf Hitlers waren. Auch dieser vom deutschen Volke bisher mit unerhörter Langmut ertragene Zustand hat jetzt sein Ende erreicht. Juden haben in Deutschland am Steuer eines Kraftwagens nichts mehr zu suchen. […] In diese nationalsozialistische Verkehrsgemeinschaft gehört  der  Jude  nicht  hinein. […]“

## Vom Archivfund zum schulischen Seminarprojekt
Im Verlauf der Digitalisierung des Archivs des Landratsamts Lichtenfels wurde im Februar 2017 ein alter Briefumschlag aufgefunden. In diesem befanden sich dreizehn Führerscheine mit den Insignien des Deutschen Reiches. Wie sich bei deren Sichtung schnell herausstellte, handelte es sich um die Ende 1938 konfiszierten Führerscheine jüdischstämmiger Deutscher, zwei Frauen und elf Männer, aus dem damaligen Bezirk und heutigen Landkreis. Der amtierende Landrat Christian Meißner entschloss sich, diese Archivalien zugänglich zu machen, um deren Hintergrund transparent werden zu lassen.
Dazu übergab er diese zeitgenössischen Belege an das örtliche Meranier-Gymnasium; Studiendirektor Manfred Brösamle-Lambrecht übernahm im Schuljahr 2017/18 gemeinsam mit einem Projektseminar zur Studien- und Berufsorientierung (P-Seminar) die anspruchsvolle Aufgabe, zu den Biographien der Führerscheininhaber zu recherchieren und diese so weit wie möglich zu rekonstruieren. Diese Arbeit nahm rund neun Monate in Anspruch, dreizehn Schüler waren beteiligt: Clara Aumüller, Luise Aumüller, Markus Betz, Luise Birkner, Dennis Brosig, Lukas Franke, Jan Höppel, Laura Kolenda, Julia Mehrmann, Sophie Rauh, Francesca Schütz, Victoria Thiel und Antonia Voll.
Verwandte bzw. Nachkommen von elf der dreizehn Führerscheininhaber konnten international ausfindig gemacht werden, in Argentinien, Israel und den Vereinigten Staaten (Florida, Massachusetts, New Jersey, New York, Texas), so beispielsweise der in Lichtenfels geborene Politikwissenschaftler Walter S. G. Kohn.
Das Projekt der deutschen Schüler wurde im weiteren Verlauf durch internationale Medien aufgegriffen, natürlich auch in Deutschland selbst.

## Öffentliche Präsentation
Um die Forschungsergebnisse der Öffentlichkeit zugänglich machen zu können, wurde nach Abschluss der Recherche und der Ausarbeitung eines digital und gedruckt vorliegenden Scrapbooks eine Ausstellung konzipiert. Die Ausstellung wurde durch das Landratsamt Lichtenfels und die KOINOR Horst-Müller-Stiftung unterstützt. Zehn Nachfahren der Führerscheininhaber reisten zur Ausstellungseröffnung am 5. November 2018 an. Zum Abschluss händigte ihnen der Landrat in einem symbolischen Akt die Originale der Führerscheine ihrer Vorfahren aus.
Die Ausstellung wandert zu weiteren Veranstaltungsorten, insbesondere in der fränkischen Region.

## Vorbildhafter Bezirksamtsinspektor
Wilhelm Aumer (1883–1958) ist als derjenige zu nennen, dessen aktive Mithilfe dazu beigetragen hat, dass viele der ehemaligen jüdischen Mitbürger des damaligen Bezirks und heutigen Landkreises Lichtenfels rechtzeitig aus dem NS-Staat emigrieren konnten. Aumer war im Bezirksamt Lichtenfels dafür zuständig, deren Reisepässe auszustellen. Dabei wich er großzügig und sehr bewusst von den dafür geltenden NS-Dienstanweisungen und Verordnungen ab, um die Chancen seiner jüdischen Mitbürger zu verbessern, einen ihnen Zuflucht gewährenden Staat finden zu können, denn das war zumeist nicht einfach. Er stellte deren Reisepässe so aus, dass sie für mehrere Staaten gültig waren (siehe auch: Klaus Bamberger, Ludwig Bamberger, Walter Samuel Gerst). Die geltenden NS-Vorschriften sahen lediglich die Angabe eines konkreten Staates vor, wodurch die Chancen einer Emigration erheblich eingeschränkt waren.
Wilhelm Aumer suchte Henriette „Jetta“ Bamberger konspirativ nachts über den östlichen Seiteneingang (Wintergarten) von deren Villa „Sonnenhaus“ in der Lichtenfelser Adolf-Hitler-Straße 21 (heute: Kronacher Straße 21) auf, um sie vor einer anstehenden Konfiskation aller Reisepässe jüdischer Mitbürger zu warnen. Die Villa „Sonnenhaus“ lag schräg gegenüber der NSDAP-Kreisleitung und des Bezirksamts, wenige Schritte entfernt in Sichtweite, woran man Aumers Risiko ermessen mag. Die aus der Reichshauptstadt übermittelte Anordnung zur Konfiskation lag bereits auf Aumers Schreibtisch im Bezirksamt. Er hielt das Schreiben jedoch ein paar Tage zurück, um „Jetta“ Bamberger die vorherige Flucht aus dem Deutschen Reich zu ermöglichen. „Jetta“ Bamberger erreichte im September 1938 mit einem in Stuttgart ausgestellten Besuchervisum des dortigen US-Konsulats die Vereinigten Staaten und konnte dort aufgrund der weiteren politischen Entwicklung bleiben.

## Auszeichnungen
- Für das Projekt wurde das Meranier-Gymnasium durch den Bayerischen Kultusminister Michael Piazolo in Anwesenheit der Präsidentin der Israelitischen Kultusgemeinde München und Oberbayern, Charlotte Knobloch, und des Beauftragten der Bayerischen Staatsregierung für jüdisches Leben und gegen Antisemitismus, für Erinnerungsarbeit und geschichtliches Erbe, Kultusminister a. D. Ludwig Spaenle, mit dem Bayerischen P-Seminar-Preis für 2019 ausgezeichnet.[27]
- Der Verein zur Förderung des christlich-jüdischen Gesprächs in der Evangelisch-Lutherischen Kirche in Bayern e. V. (BCJ.Bayern e. V.) prämiierte das Projekt mit dem ersten Platz in der Kategorie Schule/P-Seminare des Studienpreises 2019.[28]
- Das Bündnis für Demokratie und Toleranz gegen Extremismus und Gewalt (Bundeszentrale für politische Bildung) zeichnete das Projekt 2019 als beispielhaft aus.[29]
- Am 9. November 2021 wurde dem Seminar als einem von fünf Preisträgern der Wilhelm Freiherr von Pechmann-Preis der Evangelisch-Lutherischen Kirche in Bayern verliehen.[30]

## Videos
- Festakt 13 jüdische Führerscheine - Dreizehn jüdische Schicksale, 3:12 Min., auf: youtube.com
- 13 Driver’s Licenses, Exhibition 13 Driver’s Licenses, Holocaust Human Rights Education Center in White Plains, Westchester County, New York, USA, 26:20 Min., auf: youtube.com (in englischer Sprache)

## Ausstellungen (Auszug)
- 2. bis 15. November 2018: Ehemalige Synagoge Lichtenfels (Oberfranken), Judengasse 12[31][32]
- 21. bis 25. Januar 2019: Rathaushalle Burgkunstadt[18]
- 19. bis 22. Februar 2019: Frankenwald-Gymnasium Kronach, Am Schulzentrum 5[19]
- 23. Februar bis 9. März 2019: Ehemalige Synagoge Kronach, Johann-Nikolaus-Zitter-Straße 27[33][34]
- 15. bis 31. Juli 2019: Alex Aidekman Family Jewish Community Campus in Whippany, New Jersey, USA[35][36][37][38]
- 6. November 2019: Manhattanville College, Berman Center, Purchase, New York[39][40]
- 15. bis 22. November 2019: Sparkasse Coburg - Lichtenfels, Lichtenfels (Oberfranken), Kronacher Straße 9[41][42]
- 5. Februar 2020: Museum of Jewish Heritage, New York[43]